# Jarno Pihlava
Jarno Pellervo Pihlava (Raisio, 14 de mayo de 1979) es un deportista finlandés que compitió en natación, especialista en el estilo braza.
Ganó dos medallas de bronce en el Campeonato Mundial de Natación en Piscina Corta de 2002, una medalla de plata en el Campeonato Europeo de Natación de 2000 y cuatro medallas en el Campeonato Europeo de Natación en Piscina Corta entre los años 2002 y 2006.

## Palmarés internacional
| Campeonato Mundial en Piscina Corta | Campeonato Mundial en Piscina Corta | Campeonato Mundial en Piscina Corta | Campeonato Mundial en Piscina Corta |
| Año                                 | Lugar                               | Medalla                             | Prueba                              |
| ----------------------------------- | ----------------------------------- | ----------------------------------- | ----------------------------------- |
| 2002                                | Moscú (Rusia)                       | Medalla de bronce                   | 100 m braza                         |
| 2002                                | Moscú (Rusia)                       | Medalla de bronce                   | 200 m braza                         |
| Campeonato Europeo                  |                                     |                                     |                                     |
| Año                                 | Lugar                               | Medalla                             | Prueba                              |
| 2000                                | Helsinki (Finlandia)                | Medalla de plata                    | 100 m braza                         |
| Campeonato Europeo en Piscina Corta |                                     |                                     |                                     |
| Año                                 | Lugar                               | Medalla                             | Prueba                              |
| 2002                                | Riesa (Alemania)                    | Medalla de plata                    | 4 × 50 m estilos                    |
| 2002                                | Riesa (Alemania)                    | Medalla de bronce                   | 100 m braza                         |
| 2004                                | Viena (Austria)                     | Medalla de bronce                   | 4 × 50 m estilos                    |
| 2006                                | Helsinki (Finlandia)                | Medalla de plata                    | 4 × 50 m estilos                    |